# 奧斯馬·安曼
奧斯馬·安曼（1879年4月26日—1965年9月26日）是一名美籍瑞士土木工程師，参与设计过喬治·華盛頓大橋、韋拉札諾海峽大橋和巴約訥大橋，他还负责指导了"林肯隧道"的规划和建设。

## 生平

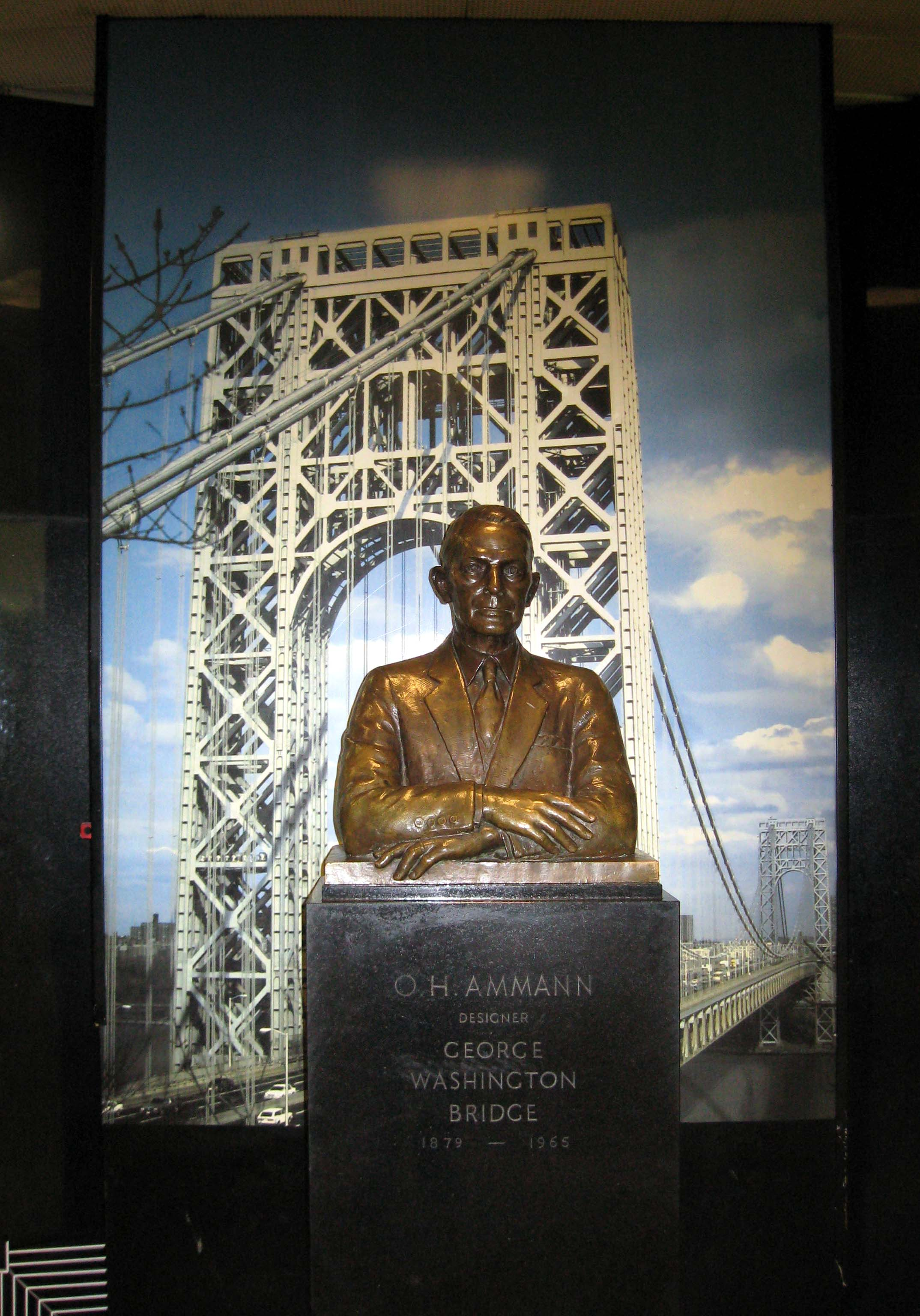
乔治-华盛顿桥汽车站的半身像

1987年，奧斯馬·安曼在瑞士沙夫豪森附近出生。爸爸是一名工人，妈妈是一名制帽者。他在苏黎世联邦理工学院接受了工程学教育，和工程师Karl Wilhelm Ritter一起工作。